# Ballspiel-Verein Lüttringhausen 08 Remscheid 1987-1988
Questa voce raccoglie le informazioni riguardanti il Ballspiel-Verein Lüttringhausen 08 Remscheid nelle competizioni ufficiali della stagione 1987-1988.

## Stagione
Nella stagione 1987-1988 il Remscheid, allenato da Horst Döppenschmidt e Dieter Tartemann, concluse il campionato di 2. Bundesliga al 18º posto.

## Rosa
| N. |                     | Ruolo | Calciatore       |
| -- | ------------------- | ----- | ---------------- |
|    | Germania (bandiera) | P     | Ingo Brögelmann  |
|    | Germania (bandiera) | P     | André Stocki     |
|    | Germania (bandiera) | D     | Kurt Balewski    |
|    | Germania (bandiera) | D     | Frank Kayser     |
|    | Serbia (bandiera)   | D     | Zdenko Kosanovic |
|    | Croazia (bandiera)  | D     | Željko Nikolić   |
|    | Germania (bandiera) | D     | Martin Reimann   |
|    | Germania (bandiera) | D     | Ulrich Reimann   |
|    | Germania (bandiera) | C     | Andreas Fischer  |
|    | Germania (bandiera) | C     | Achim Grün       |

| N. |                     | Ruolo | Calciatore          |
| -- | ------------------- | ----- | ------------------- |
|    | Germania (bandiera) | C     | Andreas Köhler      |
|    | Germania (bandiera) | C     | Michael Kühn        |
|    | Germania (bandiera) | C     | Hans-Jürgen Schmidt |
|    | Germania (bandiera) | C     | Martin Tilner       |
|    | Germania (bandiera) | A     | Frank Glaß          |
|    | Giappone (bandiera) | A     | Yahiro Kazama       |
|    | Germania (bandiera) | A     | Frank Kremer        |
|    | Germania (bandiera) | A     | Robert Schmitz      |
|    | Germania (bandiera) | A     | Dirk Schröter       |
|    | Germania (bandiera) | A     | Hermann Wulfmeier   |

## Organigramma societario
Area tecnica
- Allenatore: Dieter Tartemann
- Allenatore in seconda:
- Preparatore dei portieri:
- Preparatori atletici:

## Calciomercato

### Sessione estiva
| Acquisti | Acquisti      | Acquisti    | Acquisti |
| R.       | Nome          | da          | Modalità |
| -------- | ------------- | ----------- | -------- |
| C        | Michael Kühn  | Bochum      |          |
| C        | Martin Tilner | Monaco 1860 |          |

| Cessioni | Cessioni           | Cessioni | Cessioni |
| R.       | Nome               | a        | Modalità |
| -------- | ------------------ | -------- | -------- |
| C        | Michael Brühl      | Duisburg |          |
| C        | Michael Griehsbach | Colonia  |          |

### Sessione invernale
| Acquisti | Acquisti       | Acquisti | Acquisti |
| R.       | Nome           | da       | Modalità |
| -------- | -------------- | -------- | -------- |
| A        | Robert Schmitz | Colonia  |          |

| Cessioni | Cessioni | Cessioni | Cessioni |
| R.       | Nome     | a        | Modalità |
| -------- | -------- | -------- | -------- |

## Risultati

### 2. Bundesliga

#### Girone di andata
| Arbitro: | Fux |

|                      |           |            |
| Pitten 33’ Fuchs 57’ | Marcatori | 70’ Tilner |

| Arbitro: | Schmidhuber |

|            |           |                    |
| Kremer 13’ | Marcatori | 86’ (rig.) Laibach |

| Arbitro: | Diekert |

|                                                                        |           |                    |
| Balewski 28’ (aut.) Demandt 57’, 68’ Seeliger 63’, 71’ Krümpelmann 77’ | Marcatori | 9’ Kremer 77’ Kühn |

| Remscheid 8 agosto 1987, ore 15:00 CEST 4ª giornata | Remscheid | 0 – 0 referto | Friburgo | Röntgen-Stadion (3 000 spett.)\| Arbitro: \| Berg \| |
| Arbitro:                                            | Berg      |               |          |                                                      |

| Arbitro: | Amerell |

|                                                                          |           |                                          |
| Wulfmeier 18’ Fischer 65’ Reimann 68’ Köhler 77’ (rig.), 86’ Schmidt 89’ | Marcatori | 26’ van der Pütten 30’ Sulmann 90’ Menke |

| Arbitro: | Assenmacher |

|                  |           |                                 |
| Westerwinter 38’ | Marcatori | 20’ Reimann 59’ Kremer 80’ Glaß |

| Arbitro: | Zimmermann |

|               |           |                                                              |
| Wulfmeier 25’ | Marcatori | 47’ Falkenstein 55’ Jankovic 65’ Kügler 79’ Naumann 88’ Kuhn |

| Arbitro: | Albrecht |

|                              |           |            |
| Heß 51’ Gutzler 67’ Kuhl 88’ | Marcatori | 73’ Kremer |

| Arbitro: | Steinborn |

|                        |           |                         |
| Kremer 37’ (rig.), 68’ | Marcatori | 63’ Forster 86’ Kmiecik |

| Amburgo 12 settembre 1987, ore 15:00 CEST 10ª giornata | St. Pauli | 0 – 0 referto | Remscheid | Wilhelm-Koch-Stadion (5 700 spett.)\| Arbitro: \| Kasper \| |
| Arbitro:                                               | Kasper    |               |           |                                                             |

| Arbitro: | Broska |

|                        |           |                             |
| Köhler 48’ Schmidt 75’ | Marcatori | 19’ Schlumberger 29’ Clarke |

| Arbitro: | Correll |

|             |           |  |
| Eickels 81’ | Marcatori |  |

| Arbitro: | Kruse |

|            |           |  |
| Kremer 16’ | Marcatori |  |

| Arbitro: | Eli |

|                  |           |                        |
| Römer 81’ (rig.) | Marcatori | 21’ Kremer 90’ Schmidt |

| Arbitro: | Reinstädtler |

|  |           |                           |
|  | Marcatori | 79’ Metschies 87’ Heskamp |

| Arbitro: | Strigel |

|                         |           |            |
| Krstić 11’ Dum 83’, 86’ | Marcatori | 41’ Kremer |

| Arbitro: | Kriegelstein |

|                                                      |           |                             |
| Reimann 36’ Kremer 44’, 83’ Tilner 49’ Wulfmeier 51’ | Marcatori | 40’ Goldammer 62’ Schneider |

| Arbitro: | Schäfer |

|                      |           |               |
| Zschau 36’ Gries 39’ | Marcatori | 67’ Wulfmeier |

| Arbitro: | Löwer |

|            |           |            |
| Köhler 63’ | Marcatori | 59’ Müller |

#### Girone di ritorno
| Arbitro: | Correll |

|                        |           |  |
| Reimann 37’ Kremer 80’ | Marcatori |  |

| Arbitro: | Birlenbach |

|                             |           |               |
| Laibach 4’, 30’ Neuhaus 66’ | Marcatori | 89’ Wulfmeier |

| Arbitro: | Heitmann |

|  |           |             |
|  | Marcatori | 81’ Demandt |

| Arbitro: | Theobald |

|                                  |           |  |
| Schweizer 8’, 21’ Löw 54’ (rig.) | Marcatori |  |

| Arbitro: | Rubel |

|                                           |           |                        |
| Sulmann 52’ Eiting 82’ van der Pütten 84’ | Marcatori | 70’ Fischer 78’ Kremer |

| Arbitro: | Assenmacher |

|             |           |                             |
| Reimann 41’ | Marcatori | 68’ Schröder 73’ Eilenfeldt |

| Arbitro: | Schmidt |

|                         |           |                              |
| Kügler 69’ Jankovic 77’ | Marcatori | 66’ Köhler 90’ (aut.) Kontny |

| Arbitro: | Bruch |

|                            |           |  |
| Schmitz 8’, 89’ Tilner 58’ | Marcatori |  |

| Arbitro: | Neuner |

|                                              |           |                     |
| Vollmer 13’, 87’ Schlotterbeck 30’ Hotić 80’ | Marcatori | 14’ Kremer 90’ Glaß |

| Arbitro: | Harder |

|                                  |           |           |
| Grün 48’ Balewski 62’ Köhler 80’ | Marcatori | 8’ Gronau |

| Arbitro: | Wittke |

|                                                                     |           |  |
| Schlumberger 6’, 36’ Wilbois 30’, 81’ (rig.) Schüler 39’ Gaedke 90’ | Marcatori |  |

| Arbitro: | Steinborn |

|         |           |  |
| Kühn 8’ | Marcatori |  |

| Arbitro: | Matheis |

|                           |           |              |
| Perfetto 50’ Steubing 77’ | Marcatori | 81’ Schröter |

| Arbitro: | Osmers |

|  |           |             |
|  | Marcatori | 71’ Biernat |

| Arbitro: | Birlenbach |

|                 |           |  |
| Linz 24’ (rig.) | Marcatori |  |

| Arbitro: | Kröger |

|                        |           |                   |
| Kremer 28’ (rig.), 52’ | Marcatori | 42’ (rig.) Krstić |

| Arbitro: | Strigel |

|                                   |           |            |
| Staudner 6’ Wolff 25’ Dumpert 68’ | Marcatori | 43’ Kremer |

| Arbitro: | Barnick |

|            |           |                                     |
| Kremer 28’ | Marcatori | 14’ Sendscheid 46’ Gries 51’ Zschau |

| Arbitro: | Gabor |

|             |           |                      |
| Brummer 86’ | Marcatori | 52’ Schmidt 78’ Grün |

## Statistiche

### Statistiche di squadra
| Competizione  | Punti | In casa | In casa | In casa | In casa | In casa | In casa | In trasferta | In trasferta | In trasferta | In trasferta | In trasferta | In trasferta | Totale | Totale | Totale | Totale | Totale | Totale | DR  |
| Competizione  | Punti | G       | V       | N       | P       | Gf      | Gs      | G            | V            | N            | P            | Gf           | Gs           | G      | V      | N      | P      | Gf     | Gs     | DR  |
| ------------- | ----- | ------- | ------- | ------- | ------- | ------- | ------- | ------------ | ------------ | ------------ | ------------ | ------------ | ------------ | ------ | ------ | ------ | ------ | ------ | ------ | --- |
| 2. Bundesliga | 29    | 19      | 8       | 5       | 6       | 32      | 27      | 19           | 3            | 2            | 14           | 22           | 47           | 38     | 11     | 7      | 20     | 54     | 74     | -20 |
| Totale        | 29    | 19      | 8       | 5       | 6       | 32      | 27      | 19           | 3            | 2            | 14           | 22           | 47           | 38     | 11     | 7      | 20     | 54     | 74     | -20 |

### Andamento in campionato
| Giornata  | 1  | 2  | 3  | 4  | 5  | 6  | 7  | 8  | 9  | 10 | 11 | 12 | 13 | 14 | 15 | 16 | 17 | 18 | 19 | 20 | 21 | 22 | 23 | 24 | 25 | 26 | 27 | 28 | 29 | 30 | 31 | 32 | 33 | 34 | 35 | 36 | 37 | 38 |
| --------- | -- | -- | -- | -- | -- | -- | -- | -- | -- | -- | -- | -- | -- | -- | -- | -- | -- | -- | -- | -- | -- | -- | -- | -- | -- | -- | -- | -- | -- | -- | -- | -- | -- | -- | -- | -- | -- | -- |
| Luogo     | T  | C  | T  | C  | C  | T  | C  | T  | C  | T  | C  | T  | C  | T  | C  | T  | C  | T  | C  | C  | T  | C  | T  | T  | C  | T  | C  | T  | C  | T  | C  | T  | C  | T  | C  | T  | C  | T  |
| Risultato | P  | N  | P  | N  | V  | V  | P  | P  | N  | N  | N  | P  | V  | V  | P  | P  | V  | P  | N  | V  | P  | P  | P  | P  | P  | N  | V  | P  | V  | P  | V  | P  | P  | P  | V  | P  | P  | V  |
| Posizione | 14 | 14 | 17 | 17 | 16 | 13 | 16 | 17 | 18 | 17 | 16 | 17 | 16 | 14 | 15 | 16 | 13 | 14 | 16 | 13 | 15 | 16 | 16 | 17 | 18 | 18 | 17 | 17 | 16 | 16 | 16 | 16 | 17 | 19 | 17 | 18 | 19 | 18 |

Legenda:

Luogo: C = Casa; T = Trasferta. Risultato: V = Vittoria; N = Pareggio; P = Sconfitta.

### Statistiche dei giocatori
| K. Balewski   | 35 | 1  | 4 | 0 |
| I. Brögelmann | 3  | 0  | 0 | 0 |
| A. Fischer    | 30 | 2  | 6 | 1 |
| F. Glaß       | 16 | 2  | 2 | 0 |
| A. Grün       | 25 | 2  | 2 | 0 |
| F. Kayser     | 6  | 0  | 1 | 0 |
| Y. Kazama     | 26 | 0  | 4 | 0 |
| Z. Kosanovic  | 28 | 0  | 3 | 0 |
| F. Kremer     | 38 | 18 | 3 | 0 |
| A. Köhler     | 29 | 6  | 5 | 0 |
| M. Kühn       | 35 | 2  | 9 | 0 |
| Ž. Nikolić    | 13 | 0  | 3 | 0 |
| M. Reimann    | 37 | 4  | 5 | 0 |
| U. Reimann    | 14 | 1  | 1 | 1 |
| H. Schmidt    | 23 | 4  | 2 | 0 |
| R. Schmitz    | 12 | 2  | 0 | 0 |
| D. Schröter   | 26 | 1  | 2 | 1 |
| A. Stocki     | 35 | 0  | 0 | 0 |
| M. Tilner     | 34 | 3  | 6 | 0 |
| H. Wulfmeier  | 25 | 5  | 3 | 0 |